# Pandemia de COVID-19 en Eslovenia
La Pandemia del COVID-19 en Eslovenia es parte de la pandemia de la enfermedad por coronavirus 2019 (COVID-19) causada por el síndrome respiratorio agudo severo coronavirus 2 (SARS-CoV-2). El virus se propagó a Eslovenia el 4 de marzo de 2020, cuando se confirmó el primer caso. Se trataba de un caso importado transmitido por un turista que viajaba desde Marruecos a través de Italia, que era el centro del SARS-CoV-2 en Europa en ese momento.  Los primeros días de la pandemia fueron un desafío para Eslovenia debido a la renuncia del primer ministro Marjan Šarec a fines de enero y la formación de un nuevo gobierno. 
El primer caso en Eslovenia se confirmó un día después de que Janez Janša fuera elegido Primer Ministro. Durante el período de transición, el brote se intensificó. El 10 de marzo de 2020 se celebró una reunión conjunta entre los gobiernos saliente y entrante. El gobierno provisional saliente de Marjan Šarec fue responsable de la gestión de la crisis hasta el 14 de marzo de 2020. El 15 de mayo de 2020, Eslovenia se convirtió en la primera nación europea en declarar el fin de la epidemia de COVID-19 en su territorio.
El manejo inicial de Eslovenia del brote de coronavirus fue citado como un éxito significativo cuando Europa se enfrentó a la primera ola de la pandemia, y ganó elogios por su efectividad.. En mayo de 2020, Vox incluyó a Eslovenia, junto con Jordania, Grecia, Islandia y Vietnam entre los más eficaces en el manejo del brote de coronavirus.
Sin embargo, el gobierno descuidó las advertencias de los expertos sobre la segunda ola y no preparó adecuadamente al sector de la atención médica para hacer frente a la segunda ola, que se extendió fuera de control para la administración y Eslovenia se convirtió en uno de los peores resultados del mundo en muertes por COVID-19. per cápita, incluso después de más de tres meses de encierro.
Al 20 de febrero de 2021, se habían vacunado 94158 personas en Eslovenia (alrededor del 4,5% de la población.
Hasta el 21 de febrero de 2022, se contabiliza la cifra de 880,073 casos confirmados 6,221 fallecidos y 794,142 pacientes recuperados del virus.

## Antecedentes
El 12 de enero de 2020, la Organización Mundial de la Salud (OMS) confirmó que un nuevo coronavirus fue la causa de una enfermedad respiratoria en un grupo de personas en la ciudad de Wuhan, provincia de Hubei, China, que se informó a la OMS el 31 de diciembre de 2019. La tasa de letalidad por COVID-19 ha sido mucho más baja que el SARS de 2003, pero la transmisión ha sido significativamente mayor, con un número total de muertes significativas.

Número de casos (azul) y número de fallecidos (rojo) en una escala logarítmica.

## Estadísticas

### Gráficos

#### Total de infectados por sexo y edad
Fuente: Casos de COVID-19 por edad en Eslovenia

#### Total de muertos por sexo y edad
Fuente: Decesos de COVID-19 por edad en Eslovenia

## Respuesta de la Unión Europea
A partir de finales del primer trimestre de 2020, varios de los Estados miembros de la Unión se confrontaron a la crisis sanitaria de la pandemia de COVID-19. El impacto mediático generado por la situación, precipitó a los gobiernos nacionales y a las instituciones europeas a una situación sin precedentes, que en marzo, llevó a que los Estados miembros aceptaran la recomendación emitida por la Comisión Von der Leyen sobre lo que deberían hacer para restringir la entrada en el territorio a los residentes extracomunitarios. Casi al mismo tiempo, la Comisión lanzó su primera reserva de material médico con el fin de repartirlo a los Estados de la Unión más afectados por la pandemia.
En abril se sucedieron numerosas acciones políticas en respuesta a la crisis. En primer lugar reaccionó el Banco Central Europeo (BCE) con un programa de compra de títulos para evitar el colapso de los mercados de deuda, lo que contribuyó a estabilizar la situación financiera. Entonces, tras ser aprobada por primera vez la denominada “cláusula general de salvaguarda” prevista para escenarios de graves crisis generalizadas que afecten a la eurozona, la Comisión pudo levantar los límites que fijaba el pacto de estabilidad y crecimiento. De esta forma se autorizó a los gobiernos nacionales a inyectar en la economía tanto dinero «como fuese necesario». A dicha flexibilización se añadieron también los cambios en la autorización de ayudas públicas, ya que la normativa permitió otorgar hasta 800.000 euros por compañía en forma de subvención directa o ventajas fiscales. De manera complementaria, el Eurogrupo logró un acuerdo la segunda semana de abril que estableció los detalles de la primera red de seguridad comunitaria contra los efectos de la pandemia.
Pero el anuncio más destacado llegó el 18 de mayo de 2020, cuando en una rueda de prensa Merkel y Macron presentaron un plan para la UE en el marco de la crisis de la pandemia. Este impulso se integró con varias acciones institucionales de las semanas anteriores, y sirvió de base al plan recuperación económica (Next Generation EU) presentado por Von der Leyen la semana siguiente. Empero, el anuncio conjunto de Merkel y Macron fue impulsado por un fallo del Tribunal Constitucional de Alemania, que días antes había puesto en duda la independencia del Banco Central Europeo (BCE) para mantener a flote las economías de los miembros más vulnerables de la organización, así como la gobernabilidad de la UE. Hasta entonces, Merkel —quien ocho años antes, en el punto más álgido de la crisis del euro, aseguró que no habría eurobonos «mientras yo viva»— se había opuesto a la propuesta de Macron para crear un fondo que obligaría a los 27 a aumentar la deuda de forma conjunta.
En diciembre de 2020, la vacuna Tozinameran contra la COVID-19 logró la autorización de comercialización en la UE. BioNTech (Societas europaea), el laboratorio al origen de dicho producto, había recibido más de 9 millones de euros de financiación de la UE para la investigación durante la década precedente. Además, en junio fue beneficiario de un préstamo de 100 millones de euros del Banco Europeo de Inversiones (BEI), respaldado por la UE. Esto ayudó al laboratorio alemán a ampliar sus capacidades de fabricación y a suministrar la vacuna a nivel mundial.
En el plano internacional, durante el mes de mayo la Comisión lanzó la "Respuesta mundial al coronavirus", una acción que perseguía el «acceso universal a vacunas, tratamientos y tests de coronavirus asequibles». En la primera jornada del evento quedó cubierto el objetivo monetario de 7400 millones de euros, más de un tercio de los cuales procedían de la UE y sus Estados miembros. Este “maratón mundial de donantes”, dio paso al lanzamiento de una campaña denominada Global Goal: Unite for our Future que culminó el 27 de junio con una cumbre mundial de donantes, presidida por Von der Leyen, que recaudo 6.150 millones de euros.

## Exceso de vacunas
En diciembre de 2022, el gobierno esloveno le pidió a la Comisión Europea modificar urgentemente los contratos con los fabricantes de vacunas contra la covid-19, ya que la población ya no las demandaba. Hasta esa fecha, el gobierno llevaba gastados 68 millones de euros en vacunas y había tenido que destruir 115.000 dosis así como 581.000 dosis de otros medicamentos contra la enfermedad; y tenía comprometidos 45 millones adicionales para comprar 2,5 millones de dosis de vacunas, que se preveía destruir igualmente.